# Rasen
Rasen (らせん lit. Espiral?) es una película japonesa de terror y misterio de 1998 dirigida y escrita por Jōji Iida, con guion basado en la novela de Kōji Suzuki. Se trata de una de las secuelas de la película Ringu del año 1998.

## Argumento
Después de los eventos de Ringu, el cuerpo de Ryuji Takayama, el exesposo de Reiko Asakawa y padre de Yoichi Asakawa, es examinado por su amigo y rival, el patólogo Mitsuo Ando. Después de encontrar una nota misteriosa en el estómago de Takayama, Reiko y Yoichi también aparecen muertos. Ando pronto se entera de una cinta de video misteriosa y maldita por el rencor del espíritu de una joven asesinada. Se rumorea que cualquiera que vea el video morirá exactamente en una semana. Deprimido por la muerte de su propio hijo y creyendo que está siendo guiado por el fantasma de su rival, Ando decide ver el video con sus propios ojos. Tras ver la cinta, comienzan a suceder cosas extrañas a su alrededor y pronto descubre que el fantasma de la cinta tiene otros planes para él.
Con la ayuda de la alumna de Takayama, Mai Takano, Ando aprende más sobre el pasado de Ryuji y sobre la misteriosa joven Sadako Yamamura. Buscando la verdad sobre por qué Ryuji y Yoichi murieron a causa del virus y Reiko no lo llevó a su jefe Yoshino. Yoshino le a Ando que tiene el diario de Reiko; ella y Ryuuji estudiaron la cinta de video maldita y aunque Reiko superó la maldición, Ryuji murió una semana después de ver la cinta. Reiko dedujo que hacer una copia rompería la maldición, pero aunque implementó esta solución con su hijo, Yōichi murió una semana después de ver la grabación, al igual que su padre. Yoshino le muestra a Ando tanto la cinta como el diario.
Cuando Ando le cuenta a Mai Takano lo que hizo, ella se sorprende y no puede entender por qué, pero sintió desde el principio que el video mató a Takayama y su familia. Mientras hablan, Yoshino llama a Ando y comenta que desearía no haberse involucrado nunca en el problema de Reiko. Ando supone que Yoshino vio el video, pero este lo niega, sin embargo, Yoshino muere víctima de la maldición.
Ando decide destruir las cintas de video y asegurarse de ser la última víctima. Luego le confiesa a Mai sobre la muerte de su hijo y terminan durmiendo juntos. Ando le pregunta a Mai si estará con él cuando muera, pero Mai le dice que está demasiado asustada. Comprende y decide intentar averiguar más sobre el virus que mató a Takayama y a su hijo, descubriendo que el virus que mató a Yoshino era una cepa diferente del virus que mató su colega y al niño.
Mientras tanto, Mai Takano desaparece y Ando aparentemente sobrevive a la maldición, por lo que comienza a sentir que la historia era solo un mito hasta Mai aparece muerta con indicios de haber dado a luz. Ando regresa al trabajo, ve a "Mai" allí comprendiendo que no es otra que Sadako Yamamura, renacida y que dice ser "un intersexual perfecto". Luego se entera de que Takayama no ayudó a Ando a detener a Sadako, sino que ayudó a Sadako. Yoshino, el amigo de Ando, Miyashita y muchos otros no fueron asesinados por la maldición del video, sino por la maldición en el diario de Reiko. Sadako promete ayudar a resucitar al hijo de Ando a cambio de su ayuda.
Al final, Ando devuelve la vida a Takayama y a su hijo con la ayuda de Sadako. Cuando Ryuji se va, le dice a Ando: "Pasarán muchos años antes de que la paz reine en nuestro mundo".

## Reparto
| Actor                                  | Papel                                            |
| Kōichi Satō                            | Mitsuo Andô                                      |
| Miki Nakatani                          | Mai Takano                                       |
| Hinako Saeki                           | Sadako Yamamura                                  |
| Shingo Tsurumi                         | Miyashita                                        |
| Shigemitsu Ogi                         | Maekawa Keibuho                                  |
| Yutaka Matsushige                      | Yoshino                                          |
| Daisuke Ban                            | Heihachirô Ikuma                                 |
| Naoaki Manabe                          | Kobayashi                                        |
| Naoto Adachi                           | Funakoshi                                        |
| Nanako Matsushima                      | Reiko Asakawa                                    |
| Rikiya Ōtaka                           | Yoichi Asakawa                                   |
| Eri Kakurai                            | Rieko Andô                                       |
| Ryûichi Sugahara                       | Takanori Andô                                    |
| Masanobu Yada                          | Junsa Buchô                                      |
| Ryûma Uchida                           | Kansatsui Joshu                                  |
| Tadashi Takatsuki (como Chû Takatsuki) | Kirokui                                          |
| Kôzô Satô                              | Shashin Gakari                                   |
| Tomohiro Okada                         | Kaibô Joshu                                      |
| Suguru Kamioki                         | Kaibô Joshu                                      |
| Yoshiyuki Tanno                        | Keikan                                           |
| Hiroshi Shimizu                        | Keikan                                           |
| Reon Yamazaki                          | Hôdôkyoku Sutaffu                                |
| Hiromi Tokunaga                        | Hôdôkyoku Sutaffu                                |
| Toshinobu Sasaki                       | Hôdôkyoku Sutaffu                                |
| Tomotarô Tobimatsu                     | Hôdôkyoku Sutaffu                                |
| Shintarô Hayasaka                      | Keibiin                                          |
| Akira Ôhashi                           | Resukyûtai                                       |
| Eiji Kobayashi                         | Resukyûtai                                       |
| Yûji Kobayashi                         | Resukyûtai                                       |
| Tomohiko Akiyama                       | Resukyûtai                                       |
| Hirofumi Fukuzawa                      | Resukyûtai                                       |
| Hiroyuki Sanada                        | Ryûji Takayama                                   |
| Kôji Suzuki                            | Depâto no Chichioya (no aparece en los créditos) |

## Doblaje
| Personaje       | Actor/Actriz original | Actor/Actriz de doblaje |
| --------------- | --------------------- | ----------------------- |
| Mitsuo Andô     | Kōichi Satō           | Javier Gómez            |
| Mai Takano      | Miki Nakatani         | Sol Nieto               |
| Ryūji Takayama  | Hiroyuki Sanada       | Alejandro Bono          |
| Sadako Yamamura | Hinako Saeki          | Agostina Longo          |
| Rieko Andô      | Eri Sakurai           | Agustina Priscila       |
| Yoshino         | Yutaka Matsushige     | Carlos Celestre         |
| Insertos        | N/A                   | ???                     |

## Estreno
En los cines de Japón se estrenó el 31 de enero de 1998 y fue distribuido por la compañía Tōhō. En EE. UU. se estrenó el 23 de agosto de 2005 y fue distribuido por DreamWorks.

## Saga japonesa
- Ringu
- Rasen
- Ringu 2
- Ringu 0: Bāsudei
- Sadako 3D
- Sadako 3D 2
- Sadako vs. Kayako
- Sadako
- Sadako DX